# Piper exiguicaule
Piper exiguicaule är en pepparväxtart som beskrevs av Truman George Yuncker. Piper exiguicaule ingår i släktet Piper och familjen pepparväxter. Inga underarter finns listade i Catalogue of Life.